# Horst Hülß
Horst Hülß (* 5. September 1938 in Rossach; † 7. Oktober 2022 in Mainz) war ein deutscher Fußballspieler und -trainer. Er spielte mit Viktoria Köln in der Oberliga West sowie mit Köln und dem 1. FSV Mainz 05 in der Regionalliga. Als Trainer gewann er mit drei Vereinen viermal den Südwestpokal und einmal den Hessenpokal.

## Karriere
Hülß kam 1959 aus seiner Heimat im Kreis Coburg, wo er beim TSV Rossach in der Kreisklasse gespielt hatte, zum Sport-, Geographie- und Chemie-Studium nach Köln. Als Student wurde er von Hennes Weisweiler, dem Trainer von SC Viktoria Köln entdeckt, und in den Spielerkader für die damals erstklassige Fußball-Oberliga West aufgenommen. Am 25. Dezember 1960 debütierte der vormalige unterklassige Amateurfußballer beim Auswärtsspiel gegen Alemannia Aachen (0:3) in der Oberliga West. Er bildete bei der Niederlage auf dem Tivoli mit Rechtsaußen Carl-Heinz Rühl den rechten Flügel der Viktoria. Hülß spielte in seiner Zeit gemeinsam mit Gero Bisanz, Willibert Kremer, Klaus Matischak, Erich Ribbeck und Jürgen Sundermann bei der Viktoria. Im letzten Jahr der alten erstklassigen Oberliga, 1963/64, belegte der junge Spielmacher mit seiner Mannschaft unter Trainer Weisweiler den 8. Tabellenplatz und dabei erzielte der Angriff mit Rühl (14 Tore), Hüls (10), Matischak (17), Schult (14) und Kremer (12) mit 81 Toren die meisten Treffer der Liga, durch die erhaltenen 69 Gegentore kam die Weisweiler-Truppe aber nicht über das Mittelfeld hinaus.
Ab 1963 spielte Hülß dann mit Viktoria Köln in der Regionalliga West, der damaligen zweiten Spielklasse nach Einführung der Bundesliga. Als „Ziehsohn“ des späteren Meistertrainers machte er an der Sporthochschule 1962 den Trainerschein. Von Köln ging der Mittelfeldregisseur 1965 als Vertragsspieler zum 1. FSV Mainz 05 in die Regionalliga Südwest. In seinem ersten Ligaspiel erzielte der Spielmacher gleich sein erstes von sechs Saisontoren. Im Mombach setzte sich Nullfünf unter Trainer Heinz Baas mit 2:0 gegen Phönix Bellheim durch und Mittelstürmer Carly Tripp profitierte bei seinen 24 Saisontreffern nicht zuletzt von den ausgezeichneten Zuspielen des Technikers Hülß. Er spielte bis 1968 bei den 05ern; in dieser Zeit erreichte die Mannschaft am Saisonende einmal den dritten, zweimal den vierten Platz. Nach den Einsätzen in den drei Startspielen in der Saison 1968/69 zwang ihn eine schwerwiegende Verletzung zur Aufgabe seiner Spielerlaufbahn bei Mainz 05. Mit nunmehr 30 Jahren ging er anschließend als Spielertrainer zum VfB Ginsheim, wo er auch in Ginsheim seine neue Wohnheimat fand. 
Ein Jahr später wurde er Trainer des SV Weisenau in der Regionalliga und kehrte nach einer Saison für zwei Jahre zum VfB Ginsheim zurück. Über die Station VfR Nierstein ging der Gymnasiallehrer zurück nach Mainz, wo er nach der Winterpause der Saison 1975/76 das Cheftraineramt von Gerd Menne übernahm. Zwar erreichte er mit seinem Team am Saisonende den zwölften Platz, doch aus finanziellen Gründen verzichtete der Verein auf die Zweitligalizenz und ging zurück in die Amateurliga Südwest. Hülß baute eine neue Mannschaft auf, die bereits 1978 die Meisterschaft erreichte, sich aber in der Relegationsrunde Borussia Neunkirchen und der TuS Neuendorf beugen musste. Bis 1980 blieb Hülß beim FSV, wechselte dann zu Hassia Bingen, die er – wie zuvor dreimal die Mainzer – zum Südwestpokal führte. Von dort ging er zum SV Wiesbaden, mit dem er Landesligameister wurde, und danach zur FVgg Kastel. Anschließend betreute er drei Jahre lang den SV Wehen, den er von der A-Klasse in die Landesliga brachte. Nachdem er mit den Taunussteinern 1988 den Hessenpokal gewonnen hatte, ging er zur Saison 1988/89 für eine zweite Periode als Trainer zu Mainz 05. Doch nach 19 Spielen in der Zweiten Bundesliga, von denen seine Mannschaft nur vier gewann, wurde er im Februar 1989 entlassen.
Später trainierte Hülß verschiedene unterklassige Vereine, darunter die SG Walluf, mit der er 2000 in die Oberliga auf-, 2002 jedoch wieder abstieg. Von 1996 bis 2012 war der – mittlerweile pensionierte – Studiendirektor des Mainzer Schlossgymnasiums Pressereferent des Bundes Deutscher Fußball-Lehrer. Er war Beisitzer des DFB-Sportgerichts.
Hülß starb am 7. Oktober 2022 in Mainz.

### Stationen

#### Als Spieler
- TSV Rossach (bis 1959)
- SC Viktoria Köln (1959–1965; Oberliga West 58 Einsätze/17 Tore; Regionalliga West 52/15)
- 1. FSV Mainz 05 (1965–1968; Regionalliga Südwest, 86/13)
- VfB Ginsheim (1968/69) (Spielertrainer)

#### Als Trainer
- SV Weisenau (1969/70)
- VfB Ginsheim (1970–1972)
- VfR Nierstein (1973–1975)
- 1. FSV Mainz 05 (1976–1980)
- Hassia Bingen (1980/81)
- SV Wiesbaden (1982/83)
- FVgg Kastel (1984)
- SV Wehen (1985–1988)
- 1. FSV Mainz 05 (1988/89)
- Viktoria Sindlingen (1989)
- SpVgg Ingelheim (1989–1991)
- SG Walluf (1991–1997)
- SV Italia Wiesbaden (1997/98)
- SG Walluf (1999–?)

## Erfolge
- Südwestpokalsieger 1977, 1979, 1980 (mit Mainz 05), 1981 (mit Hassia Bingen)
- Hessenpokalsieger 1988 (mit SV Wehen)
- Südwest-Amateurmeister 1978 (mit Mainz 05)

## Veröffentlichungen
- Rainer Schliermann/Horst Hülß, Mentaltraining im Fußball. Ein Handbuch für Trainer, Übungsleiter und Sportlehrer. Verlag Feldhaus, 2008, ISBN 978-3-88020-501-7